# José D'Amico
José D'Amico (n Buenos Aires, Argentina, 11 de marzo  de 1914 - † Ibídem, 30 de julio de 1994) fue un entrenador argentino de fútbol. 
Si bien su función principal fue inicialmente la de preparador físico, con el tiempo tuvo varias oportunidades para hacerse cargo de la conducción técnica de los equipos. Fue entrenador de la Selección Argentina en dos etapas durante la década de 1960, además de dirigir a clubes del fútbol argentino.

## Trayectoria
Sus inicios en un plantel de mayores fue en Atlanta en 1942, club en el que cumplió la doble función de técnico y preparador físico. Luego se dedicó a esta última profesión exclusivamente durante una década, en clubes como Platense, Almagro y Racing Club. En el conjunto de Avellaneda formó parte del cuerpo técnico encabezado por Guillermo Stábile, que obtuvo el tricampeonato argentino entre 1949 y 1951.
Tras esta última etapa como preparador físico, se hizo cargo de la conducción de Ferro Carril Oeste, entre 1952 y 1953; condujo a Racing Club en 1954, y sobre fines de la década se hizo cargo de Chacarita Juniors, club con el que logró el título de Primera B en 1959, y el consiguiente ascenso al círculo máximo.
Al año siguiente llegó a Boca Juniors formando parte del cuerpo técnico de Carlos Adolfo Sosa, al que terminó sucediendo en el tramo final del torneo. Continuó en el club trabajando como preparador físico, hasta que en 1962, ante la salida de Vicente Feola del banco xeneize, se hizo cargo nuevamente del equipo, conduciéndolo al título, en la famosa definición ante River Plate en la que Antonio Roma le contuvo un penal a Delém sobre el final del encuentro. De esta forma cortó una sequía de 8 años en títulos de liga para Boca.

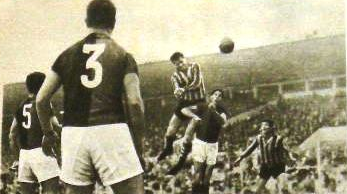
Partido del 26 de abril de 1964, Newell's Old Boys 0-Rosario Central 4. Gol de José Borgogno.

Dejó Boca a mediados de 1963; al año siguiente fue contratado como técnico de Rosario Central. Tuvo un debut inmejorable, ya que el canalla goleó en el clásico a Newell's por 4-0 como visitante, en el primer encuentro tras el retorno del conjunto rojinegro a Primera, luego de haber jugado 3 años en la B. Su ciclo en Central finalizó a mediados del torneo de 1965, totalizando 43 partidos (12 ganados, 17 empatados y 14 perdidos).
En 1966 entrenó a Banfield, y al año siguiente a River Plate a lo largo de 25 partidos. Retornó a Boca, cumpliendo un nuevo ciclo entre 1968 y 1969. Fue entrenador interino de Vélez Sarsfield por 5 partidos en 1969, mientras que en 1971 tuvo un nuevo paso por Racing Club.
Se destacó por ser un profesional estudioso, que siempre se mantenía actualizado, y que impuso modernas disciplinas de entrenamiento en el fútbol argentino. En 1958 fue uno de los fundadores de la Escuela Técnica de la Asociación del Fútbol Argentino.

## Selección nacional
Como preparador físico integró el cuerpo técnico del seleccionado albiceleste campeón del Sudamericano 1959.
Como entrenador cumplió dos etapas al frente del elenco argentino. En 1961 dirigió dos partidos amistosos disputados como local, frente a Paraguay y Unión Soviética. En 1963 afrontó su segundo ciclo disputando la Copa Rosa Chevallier Boutell ante el elenco guaraní, de la que resultó triunfante. También ese año condujo al equipo en un amistoso no oficial ante el seleccionado de la Liga Nicoleña de Fútbol, venciendo 7-0.
En 1972 entrenó al juvenil albiceleste, y en 1976 hizo lo propio con su similar de Ecuador.
En 1980 fue asesor técnico de la Selección de Costa de Marfil, acompañando al entrenador Gérard Gabo en la Copa Africana de Naciones 1980, torneo disputado en Nigeria, y en el que la selección marfileña resultó eliminada en primera ronda.
Entre 1981 y 1982 trabajó en la selección juvenil de la China comunista.

### Participaciones en la Selección Argentina
| Instancia                    | Fecha      | Estadio                         | Rival    | Resultado |
| ---------------------------- | ---------- | ------------------------------- | -------- | --------- |
| Amistoso                     | 12-10-1961 | C. A. Independiente, Avellaneda | Paraguay | 5-1       |
| Amistoso                     | 18-11-1961 | C. A. River Plate, Buenos Aires | URSS     | 1-2       |
| Copa Rosa Chevallier Boutell | 15-10-1963 | Puerto Sajonia, Asunción        | Paraguay | 4-0       |
| Copa Rosa Chevallier Boutell | 29-10-1963 | C. A. River Plate, Buenos Aires | Paraguay | 2-3       |

## Clubes
| Club               | País      | Año       |
| ------------------ | --------- | --------- |
| Atlanta            | Argentina | 1942      |
| Ferro Carril Oeste | Argentina | 1952-1953 |
| Racing Club        | Argentina | 1954      |
| Chacarita Juniors  | Argentina | 1959      |
| Boca Juniors       | Argentina | 1960      |
| Boca Juniors       | Argentina | 1962-1963 |
| Rosario Central    | Argentina | 1964      |
| Banfield           | Argentina | 1966      |
| River Plate        | Argentina | 1967      |
| Boca Juniors       | Argentina | 1968-1969 |
| Vélez Sarsfield    | Argentina | 1969      |
| Racing Club        | Argentina | 1971      |

## Palmarés

### Campeonatos nacionales
| Título           | Equipo            | País      | Año  |
| ---------------- | ----------------- | --------- | ---- |
| Primera B        | Chacarita Juniors | Argentina | 1959 |
| Primera División | Boca Juniors      | Argentina | 1962 |

### Campeonatos internacionales
| Selección | Título                       | Año  |
| --------- | ---------------------------- | ---- |
| Argentina | Copa Rosa Chevallier Boutell | 1963 |